# Містер Олімпія 2006
Містер Олімпія 2006 — найбільш значуще міжнародне змагання з культуризму, що проводиться під егідою Міжнародної федерації бодібілдінга (англ. International Federation of Bodybuilding, IFBB). Змагання проходили 30 вересня 2006 року Mandalay Bay Arena в Лас Вегасі, США. Це був сорок другий турнір «Містер Олімпія». Свій перший титул завоював Джей Катлер з США, вперше перемігши Ронні Коулмена зайняв друге місце, третє — Віктор Мартінес.

## Результати
Загальний призовий фонд конкурсу Містер Олімпія збільшено з $480 000 до $546 000. Переможець отримав $155,000. Друге місце — $90,000. Третє — $66,000.
| Місце | Приз     | Ім'я!              | Країна                   | 1+2 | 3  | 4  | Бали |
| ----- | -------- | ------------------ | ------------------------ | --- | -- | -- | ---- |
| 1     | $155,000 | Джей Катлер        | США                      | 12  | 5  | 5  | 22   |
| 2     | $91,000  | Ронні Коулмен      | США                      | 18  | 10 | 10 | 38   |
| 3     | $60,000  | Віктор Мартінес    | Домініканська Республіка | 34  | 16 | 16 | 66   |
| 4     | $48,000  | Декстер Джексон    | США                      | 36  | 20 | 19 | 75   |
| 5     | $38,000  | Мелвін Ентоні      | США                      | 50  | 25 | 26 | 101  |
| 6     | $30,000  | Густаво Бадель     | Венесуела                | 62  | 30 | 29 | 121  |
| 7     | $18,000  | Тоні Фрімен        | США                      | 68  | 35 |    | 103  |
| 8     | $17,000  | Маркус Рюль        | США                      | 84  | 41 |    | 125  |
| 9     | $16,000  | Денніс Джеймс      | Німеччина                | 96  | 47 |    | 143  |
| 10    | $14,000  | Гюнтер Шлієркамп   | Німеччина                | 102 | 54 |    | 156  |
| 11    | $4,000   | Вінс Тейлор        | США                      | 120 | 50 |    | 170  |
| 12    | $4,000   | Бранч Уоррен       | США                      | 114 | 61 |    | 175  |
| 13    | $4,000   | Джонні О. Джексон  | США                      | 130 | 67 |    | 197  |
| 14    | $4,000   | Даррем Чарльз      | Тринідад і Тобаго        | 148 | 62 |    | 210  |
| 15    | $4,000   | Трой Алвес         | США                      | 142 | 75 |    | 217  |
| 16    | $4,000   | Франциско Баутіста | Іспанія                  | 160 |    |    | 160  |
| 16    | $4,000   | Денніс Вольф       | Німеччина                | 160 |    |    | 160  |
| 16    | $4,000   | Родні Сант-Клауд   | США                      | 160 |    |    | 160  |
| 16    | $4,000   | Ронні Рокел        | Німеччина                | 160 |    |    | 160  |
| 16    | $4,000   | Мустафа Мохаммед   | Йорданія                 | 160 |    |    | 160  |
| 16    | $4,000   | Білл Вілмор        | США                      | 160 |    |    | 160  |
| 16    | $4,000   | Девід Генрі        | США                      | 160 |    |    | 160  |

## Визначні події
- Джей Катлер, посівши 2-е місце в чотирьох попередніх конкурсах Містер Олімпія, завоював свій перший титул.
- Ронні Коулмен після восьми перемог поспіль зазнає поразки і залишається в одному ряду з Лі Хейні за кількістю титулів Містер Олімпія.